# Periktione
Periktione (griechisch Περικτιόνη Periktiónē; * um 450 v. Chr.; † vermutlich nach 365 v. Chr.) war die Mutter des Philosophen Platon.

## Herkunft und Familienverhältnisse
Periktione entstammte einer vornehmen Familie Athens. Ihr Vater hieß Glaukon. Zu ihren Vorfahren zählten zwei Politiker namens Dropides, die eponyme Archonten gewesen waren, das heißt in Athen ein Jahr lang das höchste Staatsamt bekleidet hatten: Dropides „I.“ (Amtszeit 645/644) und Dropides „II.“ (Amtszeit wohl 593/592). Nach Platons Angaben war Dropides II. ein Freund und Verwandter des legendären athenischen Gesetzgebers Solon.
Um 432 heiratete Periktione den vermutlich um 470/460 v. Chr. geborenen Athener Ariston, der ebenfalls aus einer vornehmen Familie stammte. Er betrachtete sich als Nachkomme des Kodros, eines mythischen Königs von Athen. Zu seinen Vorfahren zählte Aristokles, der 605/604 v. Chr. eponymer Archon gewesen war.
Möglicherweise lebte das Ehepaar einige Jahre auf der südlich von Attika gelegenen Insel Aigina. Der Philosophiegeschichtsschreiber Diogenes Laertios berichtet mit Berufung auf Favorinos, Ariston habe zu den athenischen Kleruchen (Siedlern) gehört, die nach Aigina entsandt wurden. Dieser Überlieferung zufolge wurde Platon auf Aigina geboren. Später seien die Kleruchen jedoch von den Spartanern von dort vertrieben worden, und so sei Ariston nach Athen zurückgekehrt. Auch die Prolegomena zur Philosophie Platons, ein anonym überliefertes spätantikes Werk, dessen unbekannter Autor zur Schulrichtung Olympiodoros’ des Jüngeren zählt, berichten von der angeblichen Geburt auf Aigina. Tatsächlich haben die Athener im Jahr 431 v. Chr. die Bewohner Aiginas zur Auswanderung gezwungen und dort Kleruchen angesiedelt. Zu einer Vertreibung der athenischen Siedler durch die Spartaner ist es aber erst im Jahr 411 v. Chr. gekommen. Somit ist der Bericht zumindest hinsichtlich der Vertreibung unzutreffend. Hinzu kommt der Umstand, dass die Familie wohlhabend war und daher keinen Grund zu einer Auswanderung nach Aigina hatte, es sei denn im Falle einer vorübergehenden Verarmung. Die Glaubwürdigkeit des Auswanderungsberichts ist daher zweifelhaft, doch ist nicht auszuschließen, dass Ariston und Periktione zeitweilig auf Aigina lebten.
In Athen befand sich der Wohnsitz der Familie in Kollytos, einem zentral gelegenen Stadtteil westlich und südlich der Akropolis.
Aus Periktiones Ehe mit Ariston gingen vier Kinder hervor: die Söhne Adeimantos, Glaukon und Platon sowie die Tochter Potone. Potones Sohn Speusippos wurde Platons Nachfolger als Scholarch (Leiter) der Platonischen Akademie.
Bald nachdem Ariston um 424 gestorben war, schloss die verwitwete Periktione eine zweite Ehe mit Pyrilampes, einem angesehenen, ebenfalls verwitweten Athener. Pyrilampes war zu Perikles’ Zeit als Gesandter tätig gewesen und war demokratisch gesinnt. Er war Periktiones Onkel mütterlicherseits und wurde durch seine neue Heirat zum Stiefvater ihrer vier noch unmündigen Kinder. Diese lebten nun mit ihrem älteren Stiefbruder Demos zusammen, einem Sohn des Pyrilampes aus dessen erster Ehe. Mit Pyrilampes hatte Periktione nur ein Kind, den Sohn Antiphon.
Als Pyrilampes um 414 v. Chr. starb, kam Periktione, die nach athenischem Recht als Frau rechtlich entweder ihrem Ehemann oder einem männlichen Vormund unterstellt sein musste, unter die Vormundschaft ihres ältesten, erst vor kurzem mündig gewordenen Sohnes Adeimantos.
Unter Periktiones Verwandten waren prominente Politiker, die sich in den schweren, ab 411 v. Chr. heftig ausgetragenen innenpolitischen Konflikten Athens auf der Seite des oligarchischen Lagers engagierten und die Demokratie bekämpften. Periktiones Onkel Kallaischros, der ältere Bruder ihres Vaters Glaukon, gehörte 411 v. Chr. dem durch Putsch kurzzeitig an die Macht gekommenen Rat der Vierhundert an. Ihr Vetter Kritias, Kallaischros’ Sohn, war Mitglied des oligarchischen Rats der Dreißig („Dreißig Tyrannen“), der 404/403 v. Chr. Athen regierte. Unter der Herrschaft der Dreißig wurde Periktiones jüngerer, um 445 geborener Bruder Charmides in den Ausschuss von zehn Männern berufen, dem die Dreißig die Verwaltung der Hafenstadt Piräeus übertrugen. Kritias und Charmides fielen im Jahr 403 im Kampf gegen die Demokraten, als die Truppen der Oligarchen beim Hügel Munychia in der Nähe des Piräeus eine Niederlage erlitten.
Einen Anhaltspunkt für die Datierung von Periktiones Tod bietet der unechte „13. Brief Platons“, dessen unbekannter wirklicher Verfasser (Pseudo-Platon) vielleicht über korrekte Informationen verfügte. In dem Brief, dessen fiktive Abfassungszeit nach der Rückkehr Platons von seiner zweiten Sizilienreise im Jahr 365 v. Chr. liegt, wird die Mutter des Philosophen als noch lebend erwähnt.

## Legende
Schon bald nach Platons Tod wurde die Legende erzählt, er sei nur scheinbar Aristons Sohn gewesen; in Wirklichkeit habe ihn der Gott Apollon gezeugt. Nach den unterschiedlichen Versionen der Legende hat Apollon Ariston zeitweilig am geschlechtlichen Umgang mit Periktione gehindert und ihm diesen für den betreffenden Zeitraum ausdrücklich untersagt, oder Ariston hat aus einer Erscheinung des Gottes eine entsprechende Folgerung gezogen. Diogenes Laertios nennt drei Autoren, darunter Speusippos, welche die Legende in ihren heute verlorenen Werken erwähnten. Er behauptet aber nicht, diese Autoren hätten sich für die buchstäbliche Wahrheit der Behauptung verbürgt; besonders dem gut informierten Speusippos, der ältesten Quelle, ist ein allegorisches Verständnis der Legende zu unterstellen (Betonung eines lebenslangen besonderen Verhältnisses Platons zu Apollon).
Diese Legende erlangte in der Antike eine erhebliche Verbreitung. In der Religionswissenschaft zählt man sie zum in vielen Kulturen gängigen Typus der Geburtsmythen, welche die Behauptung enthalten, ein außergewöhnlicher Mensch sei nicht durch Geschlechtsverkehr gezeugt worden, sondern nach einer unmittelbar durch göttliche Intervention erfolgten Zeugung geboren worden und somit ein Gottessohn. Dazu gehört oft die Annahme, seine Mutter sei Jungfrau gewesen und als solche sei sie nicht durch früheren Geschlechtsverkehr verunreinigt gewesen. Im Falle Platons stand jedoch der Vorstellung einer Jungfrauengeburt der Umstand entgegen, dass er jünger war als seine Brüder und Periktione somit zur Zeit der Empfängnis keine Jungfrau mehr gewesen sein kann. Zwar behauptet die Legende in ihrer ältesten überlieferten Fassung nicht ausdrücklich, dass Periktione zum Zeitpunkt von Platons Zeugung Jungfrau gewesen sei, sondern nur, dass Apollon sein wirklicher Vater sei, doch wird die Jungfräulichkeit der Mutter dabei offenbar vorausgesetzt. Die ausdrückliche Feststellung, Platon sei von einer Jungfrau geboren worden, ist erst bei dem spätantiken Kirchenvater Hieronymus überliefert. Hieronymus berichtet, es gebe drei Autoren (die schon von Diogenes Laertios genannten), nach deren Ansicht der „Fürst der Weisheit“ nur aus einer Jungfrauengeburt hervorgegangen sein könne.

## Angebliche Schriftstellerei
Einer Pythagoreerin namens Periktione wurden in der Antike zwei philosophische Traktate zugeschrieben, von denen nur Bruchstücke erhalten geblieben sind: Über die Harmonie der Frau und Über die Weisheit. In der Forschung wird meist davon ausgegangen, dass der angebliche Name der Verfasserin ein Pseudonym ist. Vermutlich sollte – wie schon Richard Bentley 1699 meinte – Platons Mutter als die Autorin ausgegeben werden; sie kann in dem Milieu, in dem die beiden Schriften entstanden, als Pythagoreerin gegolten haben, oder man wollte sie als solche präsentieren, um die Verbindung von platonischer und pythagoreischer Philosophie zu betonen.